# Meine Ehre heißt Treue
Ne doit pas être confondu avec Honneur et Fidélité.
Pour les articles homonymes, voir Ehre.
 (septembre 2011).
Si vous disposez d'ouvrages ou d'articles de référence ou si vous connaissez des sites web de qualité traitant du thème abordé ici, merci de compléter l'article en donnant les références utiles à sa vérifiabilité et en les liant à la section « Notes et références ».

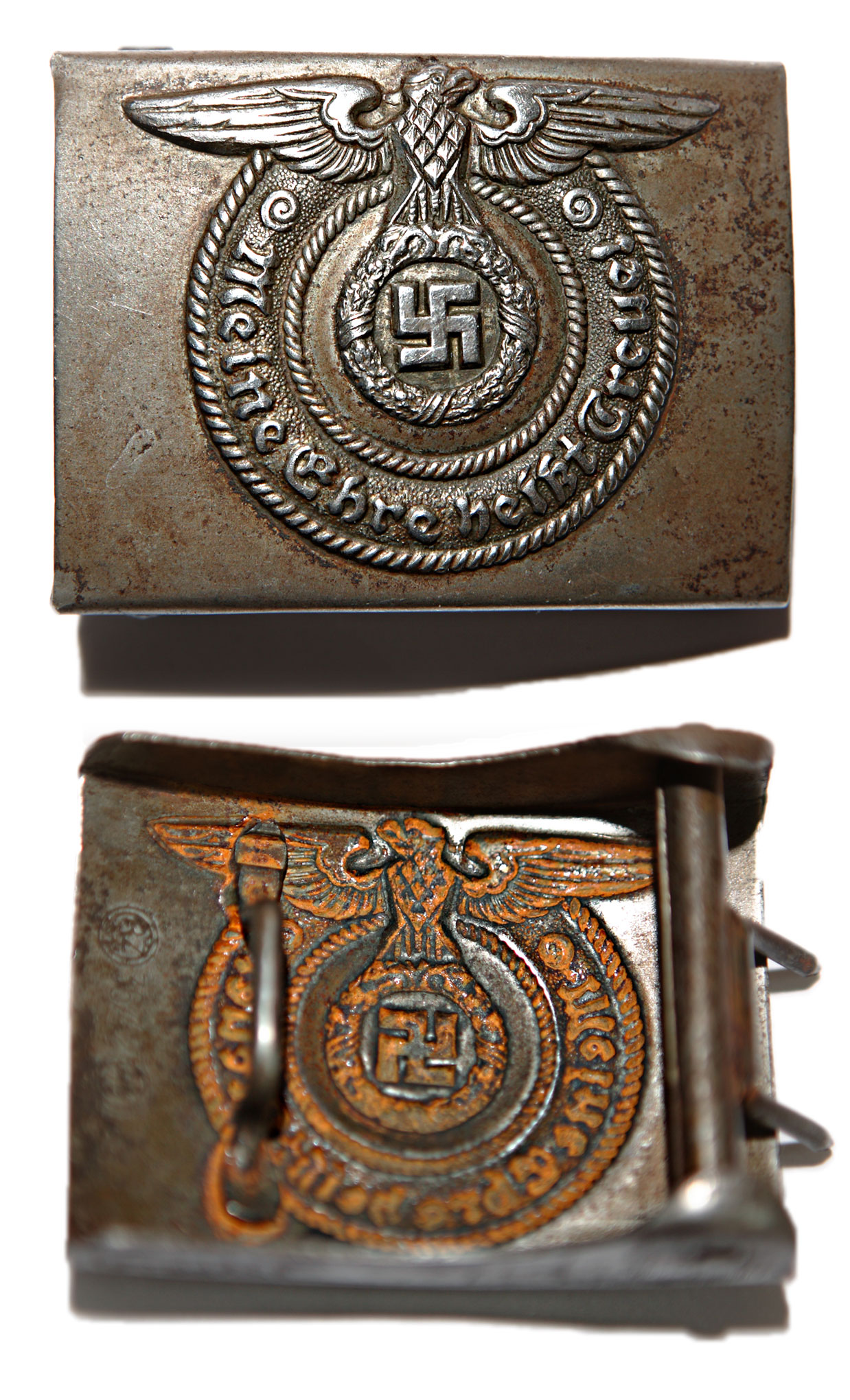
Boucle de ceinturon de SS portant la devise « Meine Ehre heißt Treue ».

« Meine Ehre heißt Treue », qui signifie « Mon honneur, c'est ma fidélité » (litt. « Mon honneur s'appelle fidélité »), était la devise national-socialiste de la Schutzstaffel (SS).

## Origine
Cette phrase, prononcée dans un contexte national socialiste, fait allusion à des paroles d'Adolf Hitler.
En 1931, des unités de la Sturmabteilung (SA) de Berlin, sous les ordres de Walter Stennes, tentèrent de renverser la direction  de la section berlinoise du NSDAP. Alors que le chef de section, Joseph Goebbels, ainsi que ses collaborateurs, parvenaient à s'échapper, une poignée de SS se firent rouer de coup en essayant de repousser les SA. Les SS de Berlin, sous le commandement de Kurt Daluege, démontrèrent ainsi, aux yeux d'Hitler, une « loyauté imperturbable au Führer », et Hitler gratifia Daluege d'une lettre de remerciement, dans laquelle il écrivit, entre autres, cette phrase : « SS-Mann, deine Ehre heißt Treue! ». Peu après, le chef SS Heinrich Himmler fit de cette phrase la devise des SS.

## Citation

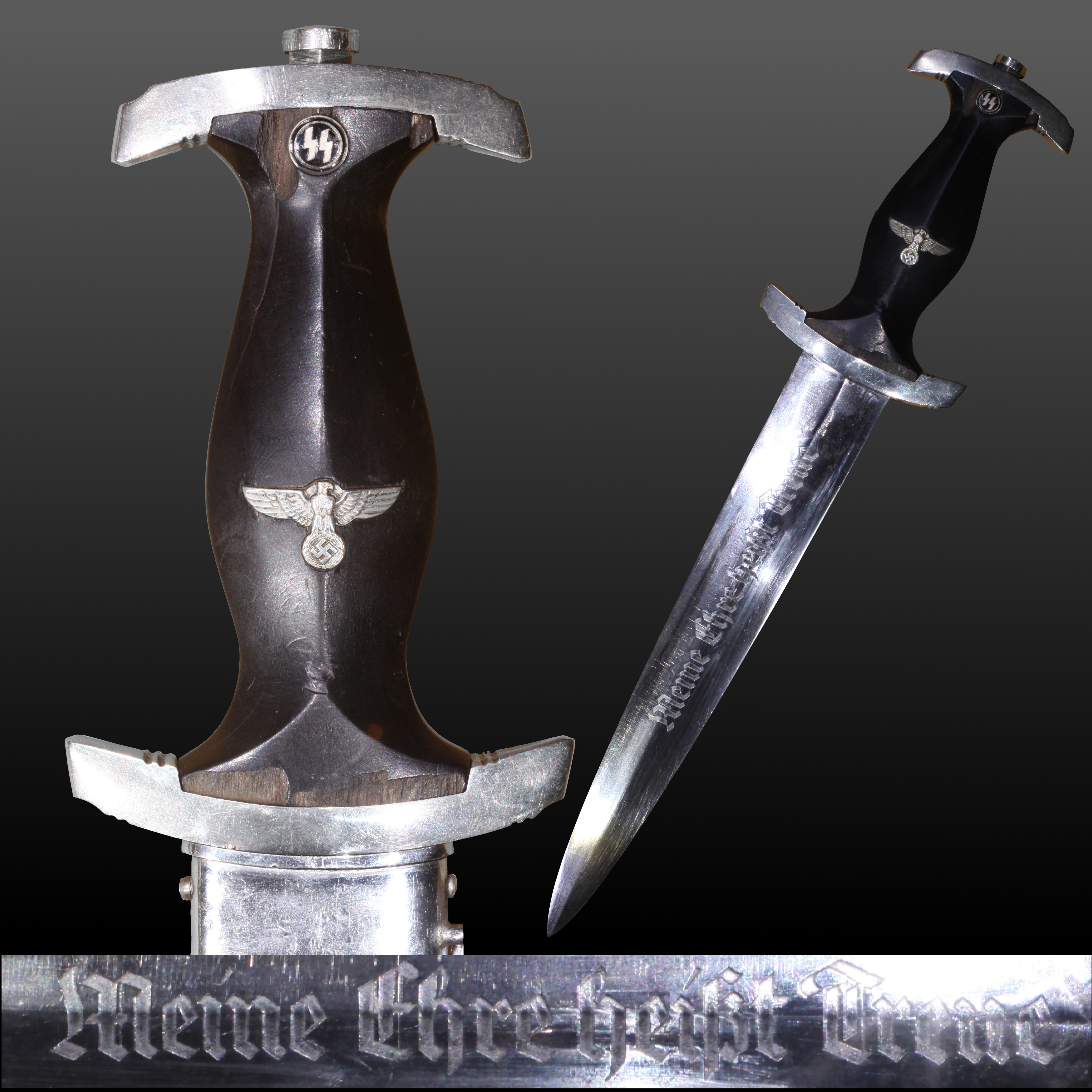
Dague d'ordonnance de la SS (Collection Paul Regnier, Lausanne). La devise Meine Ehre heißt Treue est gravée sur la lame.

Dans le serment des SS, le terme « fidélité » fait référence à la personne du Führer.
« Ich schwöre dir, Adolf Hitler, als Führer und Kanzler des Deutschen Reiches Treue und Tapferkeit. Ich gelobe Dir und den von Dir bestimmten Vorgesetzten Gehorsam bis in den Tod! so wahr mir Gott helfe! ». 

(« Je te jure, Adolf Hitler, Führer et Chancelier du Reich, fidélité et vaillance. Je te promets solennellement, ainsi qu’à ceux que tu m’as donnés pour chefs, obéissance jusqu’à la mort, avec l’aide de Dieu »),

## Utilisation
Dans certains pays, comme l'Autriche, à partir de 1947, ou l'Allemagne (article § 86 a du Code pénal sur l'utilisation de symboles d'organisations anticonstitutionnelles), l'utilisation de cette devise, ou de variations de cette devise, est proscrite.